# Вкусовые продукты

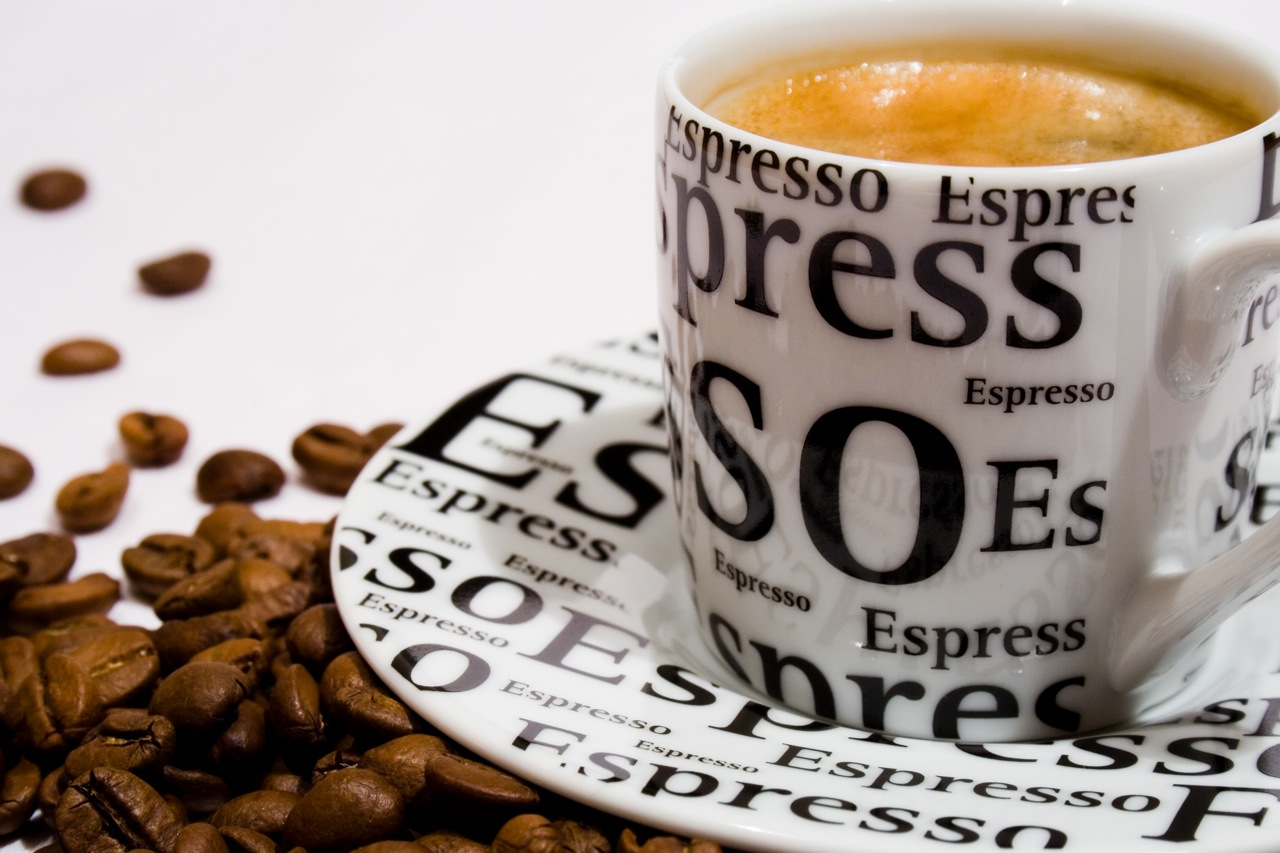
Кофе эспрессо

Вкусовые продукты — разнообразные |пищевые продукты преимущественно растительного происхождения и продукты их переработки, улучшающие вкусовые]] и ароматические свойства пищи и способствующие его более полному усвоению. Вкусовые товары употребляются для стимулирования усвоения основных компонентов пищи: белков, жиров и углеводов. Чрезмерное употребление вкусовых продуктов оказывает неблагоприятное воздействие на организм человека.
Физиологические активные вещества в вкусовых товарах улучшают аппетит, усиливают выделение пищеварительных соков, улучшают процессы переваривания и усвоения пищи. К ним относятся: алкалоиды, этиловый спирт, гликозиды, катехины и терпеноиды, витамины и витаминоподобные вещества, минеральные вещества. К алколоидосодержащим вкусовым товарам относятся чай, кофе, безалкогольные тонизирующие напитки. К спиртосодержащим вкусовым товарам относятся алкогольные и слабоалкогольные напитки. К гликозидосодержащим продуктам относят пряности и приправы, в том числе горчицу и хрен. К витаминосодержащим продуктам относят табак и табачные изделия, чай и витаминосодержащие безалкогольные напитки[.
В товароведении вкусовые товары делят на следующие группы: чай, кофе и кофейные напитки; табак и табачные изделия; пряности, ароматические вещества и приправы; безалкогольные напитки (плодово-ягодные соки, сиропы, экстракты, морсы, газированные и горячие плодово-ягодные напитки) и минеральные воды; слабоалкогольные пиво и брага; алкогольные (спиртные) напитки — водка, спирт, ром, виски, ликёро-водочные изделия, виноградные и плодово-ягодные вина, коньяки. По типу воздействия на человеческий организм среди вкусовых товаров также выделяют две группы: общего и местного действия. В группу общего воздействия входят вкусовые товары, содержащие этиловый спирт (спиртные напитки) и алкалоиды (чай, кофе, табак) и оказывающие возбуждающее и преимущественно вредное воздействие на центральную нервную систему человека.